# Østermarie (plaats)
Østermarie is een plaats in de Deense regio Hovedstaden, gemeente Bornholm. De plaats telt 523 inwoners (2008).